# کلارکسبورگ
کلارکسبورگ (به انگلیسی: Clarksburg) یک شهر در ایالات متحده آمریکا است که در Moniteau County واقع شده‌است. کلارکسبورگ ۱٫۵۰ کیلومتر مربع مساحت و ۳۳۴ نفر جمعیت دارد و ۲۷۷ متر بالاتر از سطح دریا واقع شده‌است.